# Шимонешть (комуна)
Шимонешть, Шимонешті (рум. Șimonești) — комуна у повіті Харгіта в Румунії. До складу комуни входять такі села (дані про населення за 2002 рік):
- Бенцид (153 особи)
- Кедачу-Маре (150 осіб)
- Кедачу-Мік (70 осіб)
- Кедія-Маре (25 осіб)
- Кедія-Міке (73 особи)
- Кобетешть (417 осіб)
- Медішору-Маре (147 осіб)
- Міхейлень (412 осіб)
- Ніколень (69 осіб)
- Ругенешть (709 осіб)
- Терчешть (204 особи)
- Турдень (115 осіб)
- Чехецел (146 осіб)
- Шимонешть (1048 осіб) — адміністративний центр комуни

Комуна розташована на відстані 224 км на північ від Бухареста, 53 км на захід від М'єркуря-Чука, 125 км на схід від Клуж-Напоки, 85 км на північний захід від Брашова.

## Населення
За даними перепису населення 2002 року у комуні проживали 3738 осіб.
Національний склад населення комуни:
| Національність | Кількість осіб | Відсоток |
| -------------- | -------------- | -------- |
| угорці         | 3705           | 99,1%    |
| румуни         | 32             | 0,9%     |
| німці          | 1              | < 0,1%   |

Рідною мовою назвали:
| Мова      | Кількість осіб | Відсоток |
| --------- | -------------- | -------- |
| угорська  | 3706           | 99,1%    |
| румунська | 32             | 0,9%     |

Склад населення комуни за віросповіданням:
| Релігія                                       | Кількість осіб | Відсоток |
| --------------------------------------------- | -------------- | -------- |
| унітарії                                      | 2731           | 73,1%    |
| реформати                                     | 773            | 20,7%    |
| римо-католики                                 | 158            | 4,2%     |
| православні                                   | 33             | 0,9%     |
| греко-католики                                | 6              | 0,2%     |
| не релігійні                                  | 5              | 0,1%     |
| баптисти                                      | 2              | 0,1%     |
| лютерани (Синодально-пресвітеріанська церква) | 1              | < 0,1%   |
| лютерани (Аугсбурзького сповідання)           | 1              | < 0,1%   |
| не вказали релігію                            | 2              | 0,1%     |